# NO+SAD
NO+SAD es una canción interpretada por la cantante chilenomexicana Mon Laferte lanzada como el segundo sencillo oficial de su álbum Autopoiética. Se lanzó por la discográfica Universal Music México el 19 de octubre de 2023.

## Composición
Fue escrita por la misma Laferte y producida por ella misma junto con Manu Jalil. Tiene una duración de dos minutos y cincuenta y dos segundos la canción.

## Video musical
El video musical fue dirigido por Camila Grandi y se estrenó el mismo día que la canción en su canal. Nos muestra a la cantante paseando dentro de un mototaxi además de varias tomas y escenas en una zona de barrio de la ciudad mientras canta toda la canción hasta el final.
El video musical tiene más de 700 mil millones de visitas en su canal Vevo en YouTube.

## Lista de canciones

### Descarga digital[6]
| NO+SAD — Single |          |          |  |
| N.º             | Título   | Duración |  |
| 1.              | «NO+SAD» | 2:53     |  |

## Certificaciones
| País (organismo certificador) | Certificación | Unidades certificadas |
| ----------------------------- | ------------- | --------------------- |
| México (AMPROFON)             | Platino       | 29,000                |